# Känzele (Allgäuer Alpen)
Das Känzele ist eine 1774 m ü. NHN hohe Erhebung der Rotgundspitze in den Allgäuer Alpen.
Sie liegt am nördlichen Rand des Weidegebiets der ehemaligen Linkersalpe, wo das Gelände mit hohen, zum Teil überhängenden Felswänden ins Rappenalptal abfällt. An der vom Känzele nach Westen ziehenden Kante steht eine Stütze der Materialseilbahn zur Rappenseehütte.
Das Känzele hat touristisch keine Bedeutung. Es kann weglos unschwierig von der 350 m östlich gelegenen Enzianhütte erreicht werden.